# Vrije Belgische Strijdkrachten

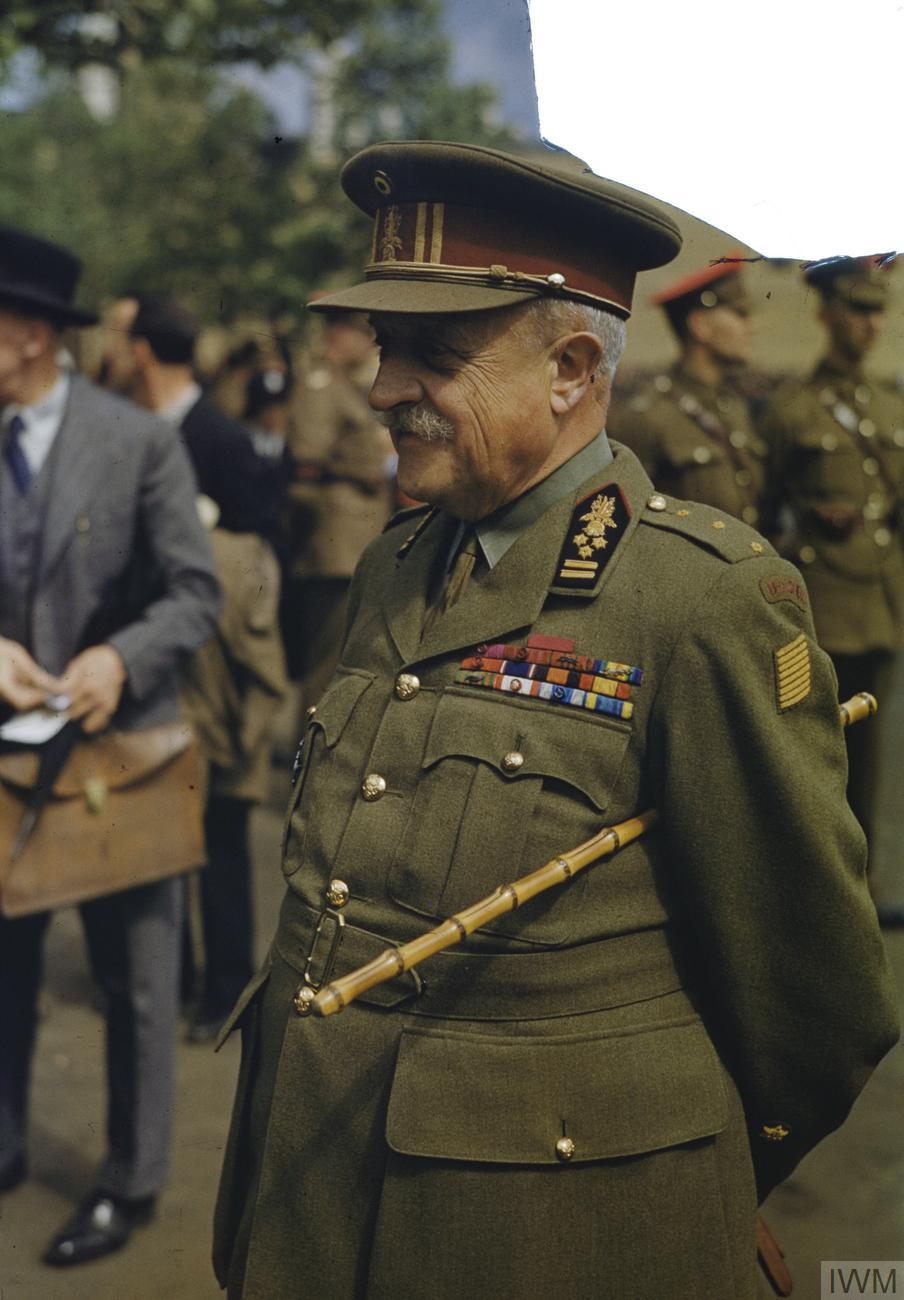
Generaal Victor van Strydonck de Burkel bij een parade te Londen op 14 juni 1943

De Vrije Belgische Strijdkrachten (Frans: Forces belges libres) of Vrije Belgen waren leden van de Belgische strijdkrachten in de Tweede Wereldoorlog, die na de overgave van België en de daaropvolgende bezetting door de Duitsers tegen de Asmogendheden bleven vechten.

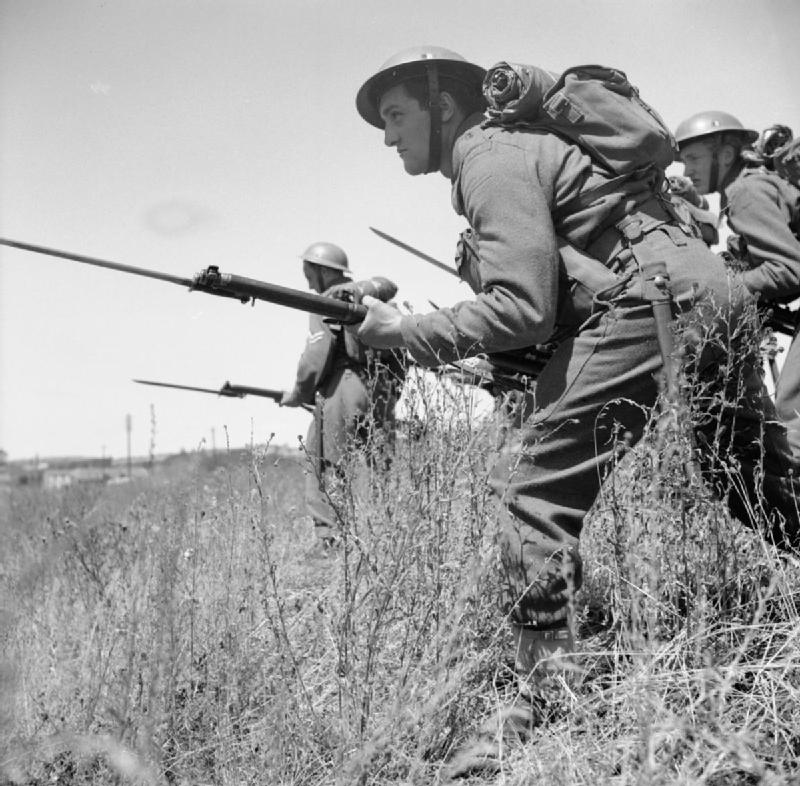
Belgische soldaten op oefening in Wales, juli 1941

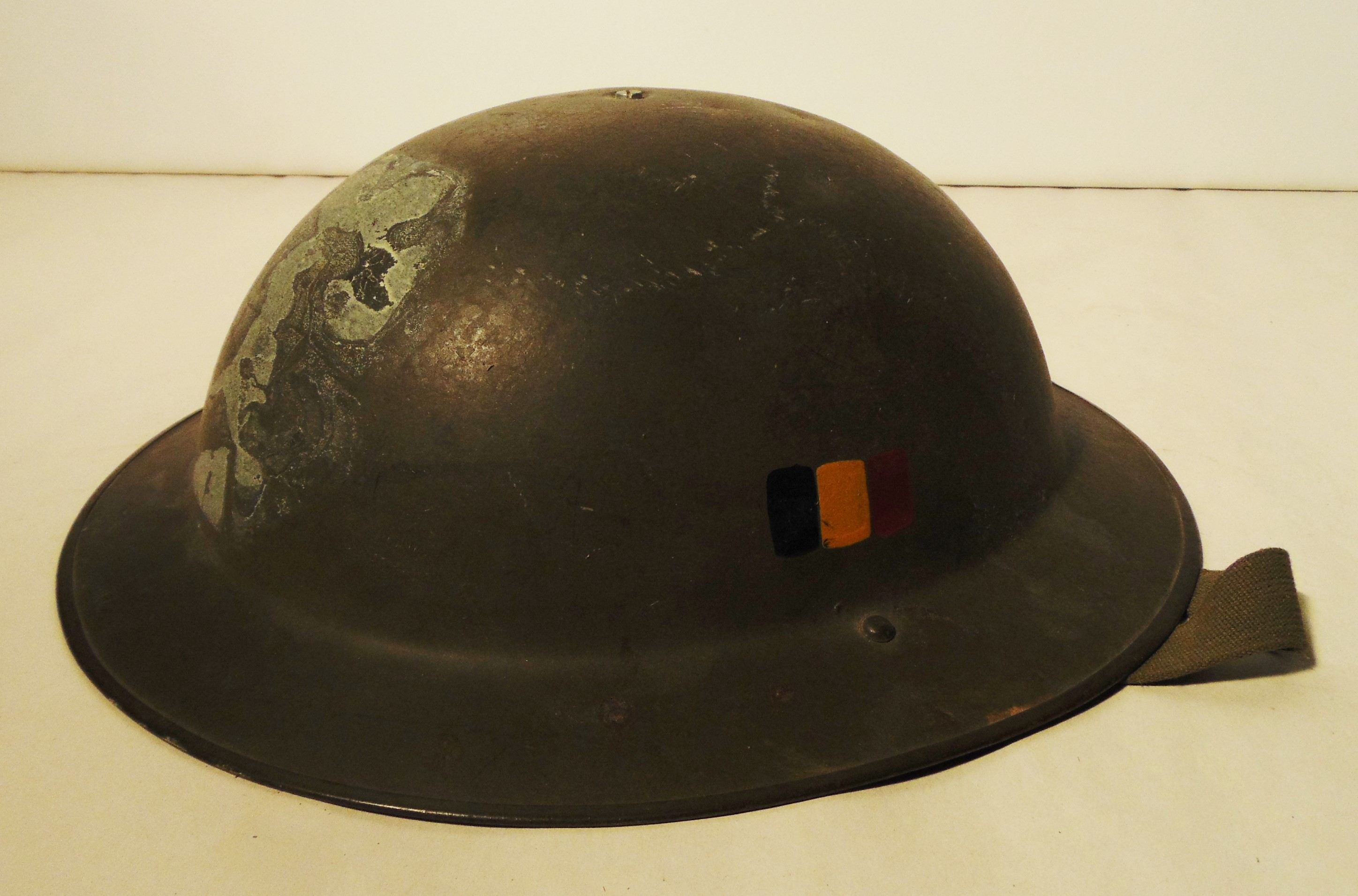
Britse Brodiehelm, met Belgische vlag, in het Vrijheidsmuseum in Nederland